# 제놀루션
제놀루션(Genolution Inc.)는 대한민국의 그린바이오 기업이다. 본사는 서울특별시 강서구 마곡중앙8로3길 63에 위치해 있으며 대표이사는 김기옥이다.

## 상장
2015년 8월 코넥스시장에 상장하였으며 2020년 7월 24일 성장성 추천 특례제도를 통해 신영증권을 주관사로, 공모가 14,000원에 환매청구권(공모가의 90%, 6개월)과 함께 코스닥 시장으로 이전 상장하였다.

## 같이 보기
- 분자진단
- 호일바이오메드

## 참고문헌
1. ↑  강인효, 제놀루션, '호라이즌 유럽' 컨소시엄 회의 참석, 히트뉴스, 2023.10.11
2. ↑  이권구, 제놀루션, 엑세스바이오와 MOU 체결, 팜뉴스, 2023.11.15
3. ↑  랩지노믹스, 제놀루션과 ‘분자진단 美 진출' MOU, 바이오스펙테이터, 2023-05-24